# Casma

A cidade peruana de Casma é a capital da Província de Casma, situada no Departamento de Ancash, pertencente a Região de Ancash, Peru.